# Медисон (Њу Џерзи)
Медисон (енгл. Madison) град је у америчкој савезној држави Њу Џерзи.

## Демографија
По попису из 2010. године број становника је 15.845, што је 685 (-4,1%) становника мање него 2000. године.
| Група             | 2000.          | 2010.          |
| Белци             | 14.172 (85,7%) | 12.840 (81,0%) |
| Афроамериканци    | 496 (3,0%)     | 469 (3,0%)     |
| Азијати           | 624 (3,8%)     | 873 (5,5%)     |
| Хиспаноамериканци | 987 (6,0%)     | 1.406 (8,9%)   |
| Укупно            | 16.530         | 15.845         |